# Chironius gouveai
Chironius gouveai — неотруйна змія з роду зіпо родини полозових (Colubridae). Описаний у 2020 році.

## Назва
Видова назва C. gouveai вшановує Паулу Роберту Кардозу Гувею, дідуся першого автора таксона, який є найважливішим джерелом натхнення та фінансування наукових досліджень автора.

## Поширення
Ендемік Бразилії. Описаний з декількох зразків, що зібрані у різних місцевостях штату Ріу-Гранді-ду-Сул на півдні країни.

## Опис
Тіло завдовжки 17-83 см. Верхня частина тіла оливково-зелена з чорними краями кожної лусочки. Боки та хвіст жовті з чіткими краями лусочок. Нижня частина біла.